# Horace Hayman Wilson
Horace Hayman Wilson (Londres, 26 de septiembre de 1786 - Londres, 8 de mayo de 1860) fue un orientalista británico.

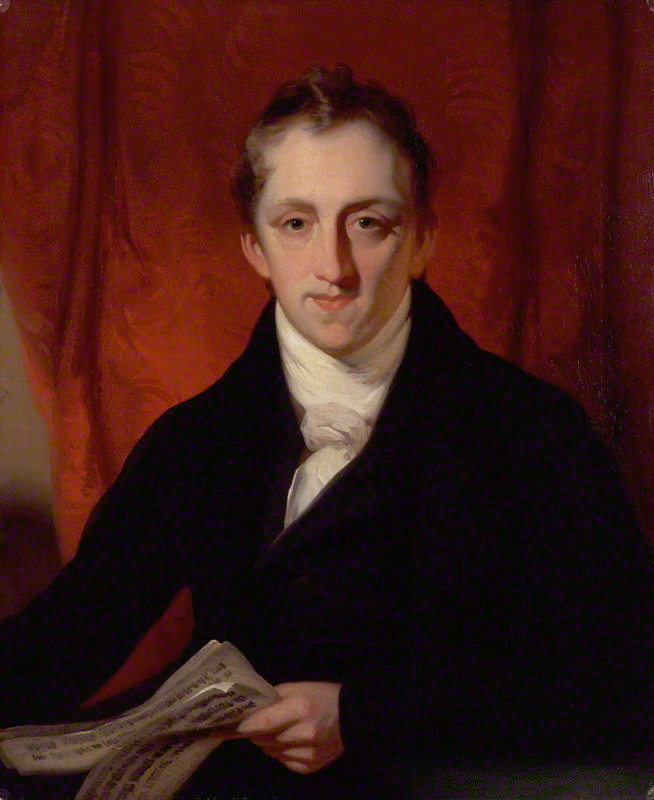
Retrato anterior a 1860.

Estudió medicina en el St Thomas’s Hospital. En 1808 viajó a la India como cirujano asistente, y trabajó en el establecimiento bengalí de la British East India Company. Sus conocimientos sobre metalurgia hicieron que se tuviera que quedar Calcuta, donde se asoció con John Leyden durante un tiempo.
Se interesó mucho en la antigua literatura de la India, y por recomendación de Henry Thomas Colebrooke, en 1811 fue nombrado secretario de la Sociedad Asiática de Bengala.
En 1813 publicó la traducción en verso (fluida, aunque demasiado libre) del poema lírico Meghaduuta (mensajero de nubes), de Kālidāsa.
Preparó el primer Sanskrit-English Dictionary (1819) con materiales que recopiló de estudiosos indios, con agregados de sus propias investigaciones.
Este trabajo fue superado por el diccionario alemán Sanskritworterbuch (1853-1876) de Rudolf Roth y de Otto von Bohtlingk, quienes expresaron su deuda con Wilson en el prefacio de su gran trabajo.
Wilson estaba interesado en el Áiur Veda y en la medicina tradicional hindú y sus prácticas de cirugía.
Recopiló las prácticas locales para curar el cólera y la lepra, en sus publicaciones en la Sociedad de Medicina y Física de Calcuta.
En 1827 Wilson publicó Select Specimens of the Theatre of the Hindus (ejemplos selectos del teatro de los hindúes), que contenía una investigación muy completa del teatro de la India, con traducciones de seis obras completas y resúmenes de 23 otras.

Fue uno de los oponentes más poderosos contra la propuesta de que el idioma inglés debería ser el único medio de instrucción en las escuelas nativas. Se convirtió en blanco de amargos ataques.
En 1832, la Universidad de Oxford seleccionó al Dr. Wilson para ser el primer ocupante de la Cátedra Boden de Sánscrito: se publicó una columna de propaganda en el periódico The Times (6 de marzo de 1832, pág. 3), presentando una lista de sus logros y actividades propuestas, junto con testimonios, incluyendo uno de su candidato rival, y su idoneidad para ese puesto.
En 1836 fue nombrado bibliotecario de la East India Company.